# Marisela Morales
Marisela Morales Ibáñez (Ciudad de México, 1 de marzo de 1970) es una abogada mexicana que se desempeñó como procuradora general de la República durante el gobierno de Felipe Calderón de 2011 a 2012.

## Biografía
Es egresada en derecho de la Universidad Nacional Autónoma de México con una maestría en ciencias penales del Instituto Nacional de Ciencias Penales.
Estuvo a cargo de la Subprocuraduría de Investigación Especializada en Delincuencia Organizada hasta el 31 de marzo de 2011, cuando fue nombrada por el presidente Felipe Calderón para sustituir a Arturo Chávez Chávez como procurador general de la República, fue ratificada para este cargo el 7 de abril de 2011 por el Senado, con ello se convirtió en la primera mujer en ocupar el cargo. 
Anteriormente fue galardonada el 8 de marzo de 2011 con el Premio Internacional al Valor de la Mujer en los Estados Unidos por la secretaria de estado Hillary Clinton y la primera dama Michelle Obama.
El 16 de mayo de 2013, el secretario de Relaciones Exteriores, José Antonio Meade Kuribreña, la designó cónsul titular de carrera de México en Milán, Italia.
A inicios de 2025 se convirtió en candidata a ministra de la Suprema Corte de Justicia de la Nación, postulada por el Poder Judicial, para las Elecciones federales judiciales extraordinarias de México de 2025.